# Oxford Shul
La sinagoga Oxford Shul es troba a Riviera, Johannesburg, Sud-àfrica prop dels suburbis de Saxonwold, Houghton i Killarney. Ha existit per més de 60 anys. La sinagoga ofereix serveis regulars, al matí i a la nit (set dies a la setmana). És un lloc utilitzat per casaments, Bar mitsvà i altres cerimònies del cicle de vida jueu. La sinagoga també ofereix educació per adults i serveis especials pels nens, joves i ancians, a més de les activitats culturals i socials. El lideratge espiritual és oferit pel rabí Yossi Chaikin, que ha prestat serveis a la congregació des de 2000.En el centre s'ofereixen sermons i classes de religió.